# Bhanthanal, Indi
Bhanthanal là một làng thuộc tehsil Indi, huyện Bijapur, bang Karnataka, Ấn Độ.